# De Kampvuursessies Live
De Kampvuursessies Live is het vierde album van het Nederlandse muzikaal-absurdistische cabaretduo Yentl en de Boer uit 2022.
Het live-album bestaat uit 13 nummers die zijn opgenomen tijdens de tournee van de theatervoorstelling De Kampvuursessies van Yentl en de Boer. Deze voorstelling was het gevolg van de coronacrisis, waarbij de geplande tournees werden geannuleerd. Door voorstellingen in een kleinschalige vorm aan te bieden konden ze alsnog in 2020 en 2021 de theaters langs.
Ieder nummer is opgenomen in een ander Nederlands theater tijdens en na de coronacrisis. Yentl Schieman en Christine de Boer werden in de voorstelling begeleid door muzikanten Laurens Joensen en Charly Zastrau.

## Nummers
1. Aanraking (Live in Diligentia - Den Haag) - 3:36
2. Ik zei dat ik ging (Live in Oude Luxor Theater - Rotterdam) - 4:56
3. Mens zijn (Live in Stadsschouwburg Velsen - IJmuiden) - 4:00
4. Hoe zou het met jou gaan (Live in De Maaspoort - Venlo) - 4:25
5. Mama is moe (Live in Posthuis Theater - Heerenveen) - 3:32
6. Concentratie (Live in De Lievekamp - Oss) - 0:25
7. Mysterious Girl (Live in Theater De Lampegiet - Veenendaal) - 4:16
8. Jij zit in mijn hoofd (Live in TAQA Theater de Vest - Alkmaar) - 4:34
9. De slechte raadgever (Live in De Kleine Komedie - Amsterdam) - 3:58
10. Hij heb tegen me gezegd (Live in Schouwburg Amstelveen - Amstelveen) - 4:24
11. Het is begonnen (Live in Koninklijk Theater Carré - Amsterdam) - 5:04
12. Het hoofd (Live in Schouwburg Het Park - Hoorn) - 3:14
13. De laatste dag (Live in Stadsschouwburg Nijmegen - Nijmegen) - 7:28